# Прохорова Євгенія Пилипівна
Євгенія Пилипівна Прохорова (1912–1942) — радянська льотчиця, учасниця Другої світової війни, командир 586-го жіночого винищувального авіаційного полку ППО, старший лейтенант.

## Біографія
Народилася 17 листопада 1912 року в місті Знам'янка (нині в Кіровоградській області).
1932 року закінчила Дніпропетровське залізничне училище (1932). Один рік працювала за фахом, потім переїхала в Москву.
У 1934 році, без відриву від виробництва, закінчила пілотську групу аероклубу, а в 1935 — інструкторську групу.
У 1935 році взяла участь в перельоті Ленінград-Москва на літаку № 6 конструкції Яковлєва. Освоїла всі існуючі на той час типи спортивних літаків.
З 1936 року зайняла посаду інструктора-льотчика аероклубу Сталінського району Москви. Була учасницею традиційних повітряних парадів в Тушино, присвячених Дню Повітряного Флоту. Очолювала жіночу пілотажну п'ятірку на спортивних літаках.
У 1940 році на одномісному планері «Рот Фронт-7» Прохорова встановлює два національні рекорди у категоріях з дальності польоту і висоти польоту. У травні 1941 року була призначена командиром спортивної ланки Кіровського аероклубу Москви. Цього ж року вступила до Академії цивільного повітряного флоту.
На початку Другої світової війни була інструктором Енгельської ВАШП. Потім пішла на фронт. Виконувала обов'язки командира 586-го 586-го жіночого винищувального авіаційного полку (грудень 1941 — березень 1942). Потім стала командиром ескадрильї.
Загинула 3 грудня 1942 року під час супроводу літака «Лі-2» з Куйбишева в Москву. Похована в Оренбурзі.